# Міхелєв Абрам Аронович
Мі́хелєв Абра́м Аро́нович (11 лютого 1908 р., станція Драбово, Золотоніський уїзд Полтавської губернії - 1979 р., м. Київ) - вчений зі світовим ім'ям у галузі хлібопечення, доктор технічних наук, професор.

## Біографія
Народився Абрам Аронович Міхелєв 11 лютого 1908 р. на станції Драбово, колишнього Золотонішського уїзду, Полтавської губернії, в родині робітника, фахівця із млинів.
В 1923 р. закінчив Полтавську трудову школу, в 1925 р. вступив до Одеського інституту технології зерна і борошна, який закінчив в 1929 р. за спеціальністю інженер-механік, після чого закінчив аспірантуру цього ж інституту на кафедрі хлібопекарського виробництва. 
Виконував обов’язки помічника декана, згодом був деканом хлібопекарського факультету.
В 1932 р.- головний інженер хлібозаводу №2, де працював до 1941 р.
Реконструював хлібопекарські печі, підвищував їхню потужність. Реконструйовані печі були впроваджене на хлібних заводах-автоматах міст  Києва, Харкова, Тули, Свердловська, Ленінграда, Москви.
В цей період вів педагогічну роботу в інституті хлібопечення та Одеському інституті інженерів борошномельної промисловості і елеваторного господарства.  Читав курс хлібопекарських печей, хлібопекарського обладнання та керував курсовим і дипломним проектуванням.
Під час окупації  Одеси залишався на заводі на посаді директора хлібозаводу і головного інженера.
За безперервне постачання Одеси хлібом і забезпечення хлібом фронту, не дивлячись на систематичне бомбардування заводу, в 1941 р. був нагороджений медаллю «За бойові заслуги» і знаком «Відмінник харчової промисловості». Крім того, був нагороджений медаллю «За оборону Одеси», а також медаллю «За доблесну працю у Великій Вітчизняній війні 1941-1945 р.р.»
За розпорядженням уряду, Абрама Міхелєва направили до Алма-Ати головним інженером Міськхлібкомбінату, згодом - директором хлібокомбінату (1941-1944 р.р)
В 1944 р. переїжджає до Києва на посаду головного інженера в Укрголовхліб.
В 1943 р. захистив кандидатську дисертацію.
В 1949 р. за праці із конструювання печей, прийнятих до впровадження в промисловість, був премійований Мінхарчопром.
Із 1949 р. працював у Київському технологічному інституті харчової промисловості (нині - Національний університет харчових технологій) старшим викладачем. 
У 1954 р. Абрам Міхелєв очолив кафедру хлібопекарського, макаронного і кондитерського виробництв, віддавав багато праці підготовці висококваліфікованих інженерів для хлібопекарських підприємств. Його учні працювали на хлібозаводах багатьох країн Центральної, Східної Європи і Середньої Азії.
Він успішно керував роботою кафедри, яка об’єднала технологію і обладнання хлібопекарського виробництва та підготовку аспірантів, проводив велику науково-дослідну роботу на підприємствах хлібопекарської промисловості в Києві, Запоріжжі, Вільнюсі, Москві та інших містах.
В 1960 р. захистив докторську дисертацію.
У січні 1961 року отримав звання професора.
В 1966 р. при кафедрі була організована лабораторія з хлібопекарських і кондитерських печей, виконувались спеціальні завдання із виготовленню нових типів хлібопекарських печей.
Роботи співробітників кафедри, якою керував професор Абрам Міхелєв, демонструвалися на московській Виставці досягнень народного господарства у 1965 р.
Абрам Міхелєв побував у Чехословаччині за запрошенням фірми «Хлібопечення і кондитерська промисловість» консультантом з питань хлібопечення.
В 1968 р. відвідав Чехословаччину як учасник ювілейної наукової конференції, організованої Центральним науково-дослідним інститутом харчової промисловості Чехословаччини.
Є автором понад 100 статей, монографій, посібників. Багато з них, наприклад навчальний посібник «Расчет и проектирование хлебопекарных печей» и «Справочник механика» стали настільними книгами інженерів і наукових працівників.
Результати досліджень професора Міхелєва, узагальнені в монографії «Исследование кинетики процесса выпечки и соответствующее оформление конвейерных печей» і докторській дисертації «Исследование процессов в рабочей камере хлебопекарных печей с целью их усовершенствования» описують найскладніші процеси тепло- і масообміну під час випікання хліба.
Під керівництвом професора Міхєлєва організована підготовка аспірантів, створено ряд оригінальних науково-дослідних установок та приладів, за допомогою яких його учні глибоко вивчали процес випікання хліба.
На базі цих робіт у Київському технологічному інституті харчової промисловості під керівництвом професора Міхелєва створена галузева науково-дослідна лабораторія із вивчення і проектування хлібопекарських і кондитерських печей.
Масштабність мислення, широта душіта  величезна  людська  доброта - це  те, що  було  найголовнішим  у  цій  людині. Його    високий  професіоналізм,  оптимізм  і  порядність  були  прикладом  для фахівців, які працювали в галузі харчової промисловості України та за її межами.
Абрам  Аронович  Міхелєв  протягом всього життя лишався ентузіастом хлібопекарської галузі, талановитим вченим та інженером, вірним   своємупрагненню довести результати своїх наукових пошуків до втілення у виробництво, професіоналом  своєї  справи.
Помер А.А.Міхелєв в 1979 році.

## Наукова школа із хлібопекарських печей та процесів і обладнання хлібопекарських виробництв
Наукова  школа  Абрама  Ароновича Міхелєва  –  це  дослідження  нестаціонарних  тепломасообмінних  процесів, які  проходять  при  тепловому  обробленні харчових продуктів. Ним створений  принципово  новий  підхід  дослідження  тепломасообмінних  процесів випікання   хліба,   випікання-сушіння кондитерських  виробів,  на  підставічого були розроблені принципово нові конструкції печей; визначені та науково  обґрунтовані  оптимальні  режими термообробки  хлібних  та  кондитерських виробів.
Наукова школа, створена професором Міхелєвим, бере початок із 1950-х років. Професор Міхелєв виховав потужну школу науковців, що плідно працювали й зараз працюють у галузі досліджень інтенсифікації процесів у робочих камерах хлібопекарських печей, тепломасообміну, оптимізації режимів випікання, вдосконалення та створення нових конструкцій печей.
Найвагоміших результатів у створенні та реконструкції печей і впровадженні їх у виробництво досягнуто після 1965 року, коли за ініціативою професора Міхелєва урядом прийнято рішення про створення в університеті галузевої науково-дослідної лабораторії з хлібопекарських печей і розпочато фінансування розробок. До роботи в залучені викладачі кафедри, запрошені талановиті конструктори. Теоретично обґрунтовано та експериментально підтверджено основні принципи конструювання хлібопекарських печей. 
Було розроблено понад 10 конструкцій хлібопекарських тунельних печей серії ПХК, ХПУ, ПІК та налагоджено їх виробництво. 
Під керівництвом професора Міхелєва виконано 18 кандидатських та 2 докторські дисертації.

## Продовження справи професора Міхелєва
Учні та послідовники працювали й працюють у  Національному університеті харчових технологій. Це професори Олексій Лісовенко, О. Володарський, Антонела Дорохович, Володимир Теличкун, доценти Орест Руденко-Грицюк, Світлана Сидоренко, Леонора Лазоренко, Віктор Рекославський, Олександр Ковальов, Сергій Дудко, Юлія Теличкун, Олена Чепелюк, Олексій Губеня, Микола Десик, Віталій Рачок.
З 1981 року активні наукові дослідження процесів та обладнання хлібопекарських виробництв проводиться на новостворенній кафедрі машин і апаратів хлібопекарських, макаронних та кондитерських виробництв, де завідувачем кафедри працював професор Олексій Лісовенко. Він розробив теоретичні основи процесу замішування тіста, продовжив теоретичні та експериментальні дослідження процесу випікання, запропонував високо інтенсивні вібраційні змішувачі та бродильні агрегати. 
Наукова школа, заснована професором Абрамом Міхєлєвим, сьогодні продовжує діяльність на кафедрі машин і апаратів харчових та фармацевтичних виробництв під керівництвом професора Володимира Теличкуна. Під його керівництвом професора в галузі хлібопекарських печей захистили дисертаційні роботи О.Ф.Зубков (1977), Л.С.Лазоренко (1979), Сергій Дудко (1984), Олександр Ковальов (1993), Н.В. Олійник (1999), Олена Чепелюк (2005), Олексій Губеня (2008), Юлія Теличкун (2012), Микола Десик (2014), Віталій Рачок (2019).
Проводяться дослідження зі створення математичної моделі тепломасообмінних процесів під час випікання хлібних виробів, яка обґрунтовує оптимальні умови процесу і дозволяє сформулювати вимоги до теплового режиму і конструкції печі.
Сучасний актуальний напрям роботи наукової школи - підвищення ефективності використання енергоресурсів на хлібопекарських підприємствах. Це можливо здійснити за рахунок зменшення втрат палива, впровадження сучасних енергозберігаючих технологій, розробки і використання досконалого обладнання, максимального використання вторинних енергетичних ресурсів утилізації теплових відходів.
На початку 90-х років тематика наукової школи була розширена дослідженням процесів, що відбуваються в тісті під час його оброблення та запровадження екструдування вибродженого тіста, що є прогресивним і ефективним способом для створення потокового виробництва. Професором Володимиром Теличкуном в співпраці зі своїми співробітниками та аспірантами Оленою Сандул, Юлією Теличкун,  Олександром Кравченком обґрунтовано та розроблено новий спосіб оброблення тістових заготовок шляхом екструдування тіста, наповненого вуглекислим газом, який немає аналогів в нашій країні та за кордоном, захищений авторськими свідоцтвами та патентами України. Створено математичну модель процесу формування пшеничного дріжджового тіста, науково обґрунтовано параметри екструдування. 
Професором Володимиром Теличкуном та доцентом Олексієм Губенею проводяться ряд наукових досліджень з метою удосконалення процесу нарізання хліба та розробки потокового хліборізального обладнання.
Доценти Ігор Литовченко та його учні активно працюють в області комп’ютерного моделювання гідродинамічних та теплових процесів хлібопекарських виробництв, зокрема, дослідження проводяться з метою оптимізація геометричних параметрів, визначення ефективних меж зміни швидкостей, тисків, енергетичних та дисипаційних процесів, зміни концентрацій продуктів, теплових полів в робочих середовищах та матеріалах тощо.
Результати досліджень використовуються в дозаторах рідких напівфабрикатів, тістомісильному обладнанні, ємностях для бродіння опари та тіста, робочих камерах тістоподільних машин, шафах вистоювання, під час русу нагрівальних газів в хлібопекарських печах, насосах та трубопроводах, подрібнювачах сировини тощо. 
Наукова робота наукової школи проводиться в тісній співпраці з науковцями інших кафедр університету: машинобудування, стандартизації та сертифікації обладнання; процесів і апаратів харчових виробництв; технічної механіки і пакувальної техніки; технологічного обладнання та комп'ютерних технологій проектування; експертизи харчових продуктів та інших технологічних кафедр.
Протягом всього часу функціонування наукової школи підтримувався тісний зв’язок з профільними підприємствами: хлібозаводами, кондитерськими і макаронними фабриками, машинобудівними підприємствами, спорідненими закладами освіти та підприємствами за кордоном. 

## Підручники і навчальні посібники
1. Володарский А.В. Практикум по курсу «Промышленные печи хлебопекарного и кондитерского производств»: Учебное пособие / А.В.Володарский, А.А. Михелев, М.Н. Сигал. - Москва: Агропромиздат, 1986.- 125 с.
2. Михелев А.А. Исследование процессов в рабочей камере хлебопекарных печей с целью их усовершенствования : Диссертация на соискание ученой степени доктора технических наук / А.А. Михелев. - Киев: КТИПП, 1959.349 с.
3. Михелев А.А. Методика расчета теплообмена в хлебопекарных печах и пути их усовершенствования / А.А. Михелев, Н.М. Ицкович. - Киев: Издательство Архива УССР, 1950. - 197 с.
4. Михелев А.А. Печи хлебопекарного и кондитерского производств (Устройство и эксплуатация) / А.А. Михелев, А.В. Володарский. - Киев: Техніка, 1974. - 184 с.
5. Михелев А.А. Практикум по курсу «Промышленные печи хлебопекарного и кондитерского производств» : Учебное пособие / А.А. Михелев, А.В. Володарский. - Москва: Пищевая промышленность, 1974.- 288 с.
6. Михелев А.А. Процессы в рабочих камерах хлебопекарных печей / А.А. Михелев. - Москва: ГОСИНТИ, 1959. - 97 с.
7. Михелев А.А. Расчет и проектирование печей хлебопекарного и кондитерского производств. - 2-е изд., перераб. и доп. / А.А. Михелев, Н.М. Ицкович. - Москва: Пищевая промышленность, 1968. - 487 с.
8. Михелев А.А. Расчет и проектирование хлебопекарного и кондитерского производств. - 3-є изд., перераб. и доп. /А.А. Михелев, М.Н. Сигал, А.В. Володарский. - Москва: Пищевая промышленность, 1979. - 321 с.
9. Михелев А.А. Расчет и проектирование хлебопекарных печей : Учебное пособие / А.А. Михелев, Н.М. Ицкович. - Москва: Пищевая промышленность, 1964.- 563 с.
10. Михелев А.А. Современные хлебопекарные конвейнерные печи / А.А. Михелев, А.Т. Лисовенко, О.А. Руденко- Грицюк. - Москва, 1967.- 72 с.
11. Михелев А.А. Справочник механика хлебопекарного производства / А.А. Михелев. - Киев: Гостехиздат УССР, 1962. - 468 с.
12. Михелев А.А. Справочник механика хлебопекарного производства. - 2-е изд., перераб. и доп. / А.А. Михелев. - Киев: Техніка, 1966. - 535 с.
13. Михелев А.А. Справочник по хлебопекарному производству. Т. 1. Оборудование и тепловое хазяйство / А.А.Михелев. - Москва: Пищевая промышленность, 1972. - 536 с.
14. Михелев А.А. Справочник по хлебопекарному производсту. Т. 1. Оборудование и тепловое хазяйство. - 2-е изд., перераб. / А.А. Михелев. - Москва: Пищеваяпромышленность, 1977. - 351 с.
15. Михелев А.А. Справочник по эксплуатации технологического оборудования хлебопекарных предприятий / А.А. Михелев, М.Н. Сигал. - Москва: Пищевая промышленность, 1976. - 324 с.
16. Чубенко Н.Г. Хлебопекарные и кондитерские печи малой мощности / Н.Г. Чубенко, О.А. Руденко-Грицюк, А.А. Михелев. - Киев : Техшка, 1975. - 42 с.

## Наукові публікації
1. Теличкун В.И. Изменение плотности теплового потока, падающего на поверхность теста - хлеба / В.И. Теличкун, А.Т. Лисовенко, А.А. Михелев // Хлебопекарская и кондитерская промышленность. - 1966. - № 3. - С. 17-19.
2. Устройства для увлажнения тестових заготовок в тоннельных хлебопекарных печах / М.Н. Сигал, А.В. Володарський, В.В. Рекославский, А.А. Михелев // Хлебопекарская и кондитерская промышленность. - 1971. - № 3.- С. 17-19
3. Барышников А.И. Динамические характеристики хлебопекарных тоннельных печей с электрообогревом / А.И. Барышников, А.А. Михелев // Хлебопекарская и кондитерская промышленность. - 1977. - № 7. - С. 20-22.
4. Исследование рециркуляционной газо-мазутной горелки / Ю.П. Русиновский, А.Е. Еринова, А.Н. Андрийко, М.И. Кузьмич, А.А. Михелев, А.В. Володарский // Хлебопекарская и кондитерская промышленность. - 1970 -№ 2. - С. 7-9.
5. Исследование теплового и паровлажностного режимов при выпечке подового ржано-пшеничного хлеба. / А.А. Михелев, А.Т. Лисовенко, В.В. Рекославский, В.И. Теличкун, С.И. Сидорченко // Хлебопекарская и кондитерская промышленность.- 1968. - № 10. - С. 10-14.
6. Исследование теплового режима рабочей камеры хлебопекарной печи / А.Т. Лисовенко, В.В. Рекославский, О.А. Геращенко, В.Г. Карпенко, А.А. Михелев // Хлебопекарская и кондитерская промышленность. - 1967.- № 12.- С. 10-12.
7. Корчинский А.А. Исследование круглых и прямоугольных каналов хлебопекарных печей с рециркуляцией продуктов сгорания / А.А. Корчинский, А.В. Володарский, А.А. Михелев // Хлебопекарская и кондитерская промышленность. - 1972. - № 4.- С. 11- 13.
8. Корчинский А.А. Исследование теплообмена в каналах хлебопекарных печей с рециркуляцией продуктов сгорания / А.А. Корчинский, А.В. Володарский, А.А. Михелев // Хлебопекарская и кондитерская промышленность. - 1971.- № 5. - С. 10-12.
9. Корчинский А.А. Теплоотдача и аэродинамическое сопротивление прямоугольных каналов хлебопекарных печей с рециркуляцией продуктов сгорания / А.А. Корчинский, А.В. Володарский, А.А. Михелев // Хлебопекарская и кондитерская промышленность. - 1971. - № 10. - С. 6-9.
10. Лабораторная хлебопекарная печь с рециркуляцией продуктов сгорания / А.А. Михелев, А.Т. Лисовенко, В.И. Теличкун, А.В. Володарский, В.В. Рекославский // Хлебопекарская и кондитерская промышленность. - 1968. - № 8.- С. 14-16.
11. Лисовенко А.Т. О выпечке хлеба в камере, обогреваемой газовыми тарелками с керамическими насадками / А.Т. Лисовенко, А.А. Михелев // Хлебопекарская и кондитерская промышленность. - 1960. - № 12. - С. 6-10.
12. Барышников А.И. О прогреве листовых заготовок в процессе выпечки / А.И. Барышников, А.В. Володарский, А.А. Михелев // Хлебопекарская и кондитерская промышленность. - 1972. - № 5. - С. 8-10.
13. Бурковская Н.А. Изменение объема городской булки в процессе выпечки / Н.А. Бурковская, В.И. Теличкун, А.А. Михелев // Хлебопекарская и кондитерская промышленность, 1970. - № 10. - С. 10-12.
14. Влажность воздуха в рабочих камерах хлебопекарных печей / Г.Ф. Калениченко, А.В. Володарский, Д.И. Скобло, А.А. Михелев // Хлебопекарская и кондитерская промышленность. - 1973. - № 7. - С. 9-11.
15. Влияние режима выпечки на кинетику подъема теста-хлеба / С.И. Сидоренко, А.Т. Лисовенко, Н.А. Бурковская, Л.В. Кралина, А.А. Михелев // Хлебопекарская и кондитерская промышленность. - 1972. - № 1. - С. 10-12.
16. Володарский А.В. Исследование внешнего тепло- и массообмена в процессе конденсации пара на поверхности теста / А.В. Володарский, И.Г. Тофан , А.А. Михелев // ХХлебопекарская и кондитерская промышленность. - 1968 - № 2. - С. 911.
17. Володарский А.В. Исследование теплообмена в начальной стадии процесса выпечки / А.В. Володарский. И.Г. Тофан, А.А. Михелев // Хлебопекарская и кондитерская промышленность. - 1967.- № 9.- С. 15-17.
18. Володарский    А.В. Экспериментальное исследование работы хлебопекарных печей с рециркуляцией дымовых газов при переменных режимах / А.В. Володарский, А.А. Михелев // Хлебопекарская и кондитерская промышленность. - 1968. - № 5. - С. 7-10.
19. Выпечка бисквитного полуфабриката в печах ПХС-25 / А.А. Михелев, А.Н. Дорохович, Е.Г. Бондаренко, В.У. Кокарева, В.Г. Федоров, Б.П. Шубенко // Хлебопекарская и кондитерская промышленность. - 1974. - № 1. - С. 19-22.
20. Михелев А.А. Совершенствование конструкции камеры сгорания хлебопекарной печи марки БН / А.А. Михелев, А.В. Володарский Н.Г. Чубенко // Хлебопекарская и кондитерская промышленность. - 1967. - № 4. -С. 15-17.
21. 0стрик А.С. Исследование работы печи БН-50 с электрообогревом / А.С. Острик, А.А. Михелев // Хлебопекарская и кондитерская промышленность. - 1969. - № 7. - С. 10-13.
22. Острик А.С.   Исследование работы хлебопекарных печей с электрообогревом при переменных режимах / А.С. Острик, А.В. Володарский, А.А. Михелев // ХХлебопекарская и кондитерская промышленность. - 1970. - № 5. - С. 7-9.
23. Пароувлажнительные устройства в современных тоннельных печах / А.А. Михелев, А.Т. Лисовенко, И.Г. Таран, С.И. Ковшарова // ХХлебопекарская и кондитерская промышленность. - 1968. - № 1. - С. 11-13.
24. Рекославский В.В. Кинетика подъема теста хлеба при выпечке / В.В. Рекославский , А.Т. Лисовенко, А.А. Михелев // Хлебопекарская и кондитерская промышленность. - 1966. - № 4. - С. 4-6.
25. Рекославский В.В. Рентгенографическое исследование пористости мякиша хлеба / В.В. Рекославский, А.Т. Лисовенко, А.А. Михелев // Хлебопекарская и кондитерская промышленность. - 1969. - № 4. - С. 10-11.
26. Руденко-Грицюк    О.А.  Хлібопекарні печі з інтенсифікацією конвективного теплообміну в пекарних камерах / О.А. Руденко-Грицюк, А.А. Міхелєв // Харчова промисловість. - 1962. - № 4. - 66-68.
27. Михелев А.А. О сокращении вентиляционных потерь в пекарной камере хлебопекарной печи / А.А. Михелев, О.А Руденко-Грицюк // Хлебопекарская и кондитерская промышленность. - 1958. - № 1. - С. 11-14.
28. Михелев А.А. Пути автоматизации процессов регулирования и управления в рабочей камере хлебопекарной печи / А.А. Михелев // Хлебопекарская и кондитерская промышленность. - 1965. - № 2. - С. 8-12.
29. Михелев А.А. Рецензия на книгу А.С. Гинзбурга «Современные конструкции хлебопекарных печей» / А.А. Михелев // Хлебопекарская и кондитерская промышленность. - 1959.- № 3. - С. 46-47.
30. Михелев А.А. Рециркуляция дымовых газов в хлебопекарных печах /А.А. Михелев, В.В. Володарский // Хлебопекарская и кондитерская промышленность. - 1966. - № 10. - С. 17-20.
31. Грановский В.Ю. Инфракрасная галогенная лампа / В.Ю. Грановский, А.А. Михелев // Хлебопек. и кондитер. пром-сть. - 1973. № 10. - С. 11-12.
32. Дворцин М.М. Влияние режимных параметров на процесс энергоподвода в тоннельных печах / М.М. Дворцин, А.А. Михелев // Хлебопекарская и кондитерская промышленность. - 1973. - № 1. - С. 8-10.
33. Дворцин М.М. Инфракрасный нагрев сетчатого пода и тестовых заготовок / М.М. Дворцин, А.А. Михелев // Хлебопекарская и кондитерская промышленность. - 1971. - № 12. - С. 9-11.
34. Дворцин М.М. Исследование процесса конденсации пара на поверхности заготовки при выпечке / М.М. Дворцин, А.А. Михелев // Хлебопекарская и кондитерская промышленность. - 1971. - № 1. - С.7-10.
35. Дворцин М.М. Определение параметров оптимального режима гигротермической обработки тестовых заготовок / М.М. Дворцин, А.А. Михелев // Хлебопекарская и кондитерская промышленность. - 1971. - № 8.- С. 6-8.
36. Дворцин М.М. Подвод тепла в начальной зоне выпечки / М.М. Дворцин, А.А. Михелев // Хлебопекарская и кондитерская промышленность. - 1972 - № 10. - С. 9-11.
37. Дворцин М.М. Теплоотдача и аэродинамические характеристики топки печи БН-25 / М.М. Дворцин, А.А. Михелев // Хлебопекарская и кондитерская промышленность. - 1972. - № 7. - С. 9-12.
38. Дорохович А.Н. Исследование кинетики процесса выпечки заварных пряников / А.Н. Дорохович, А.Т. Лисовенко, А.А. Михелев // Хлебопекарская и кондитерская промышленность. - 1967. - № 8. - С. 18-21.
39. Дорохович А.Н. Кинетика теплопоглащения при выпечке заварных пряников инфракрасными излучателями / А.Н. Дорохович, А.Т. Лисовенко, А.А. Михелев // Хлебопекарская и кондитерская промышленность. - 1968.- № 3.- С. 15-19.
40. Михелев А.А. Анализ работы камеры сгорания хлебопекарной печи БН / А.А. Михелев, А.В. Володарский, И.Г. Тофан // Хлебопекарская и кондитерская промышленность. - 1967. - № 1. - С. 9-13.
41. Михелев А.А. XX1 научная конференция Киевского технологического института пищевой промышленности имени А.И. Микояна / А.А. Михелев // Хлебопекарская и кондитерская промышленность. - 1957. - № 5.- С. 46-47.
42. Михелев А.А. XXIV научная конференция Киевского технологического института пищевой промышленности / А.А. Михелев // Хлебопекарская и кондитерская промышленность. - 1959. - № 4. - С. 47-48.
43. Михелев А.А. Исследование влияния рециркуляции паро-воздушной смеси пекарной камеры на тепло- и массообмен / А.А. Михелев, О.А. Руденко-Грицюк // Хлебопекарская и кондитерская промышленность. - 1960.- № 4. - С. 5-8.
44. Михелев А.А. Исследование режимов прогрева хлебопекарных печей / А.А. Михелев, А.В. Володарский // Хлебопекарская и кондитерская промышленность. - 1974. - № 2. - С. 9-11.
45. Михелев А.А. Кадры для хлебопекарной, макаронной и кондитерской промышленности / А.А. Михелев // Хлебопекарская и кондитерская промышленность. - 1967. - № 9. - С. 9-10.
46. Михелев А.А. Полезная книга / А.А. Михелев, В.И. Дробот // Хлебопекарская и кондитерская промышленность. - 1973. - № 6. - С. 47-48.
47. Михелев А.А. Самопишущий прибор для определения температуры и влажности среды пекарной камеры / А.А. Михелев // ХХлебопекарская и кондитерская промышленность. - 1958. - № 3. - С. 8-10.
48. Полищук А.П. Внутренний массоперенос при выпечке хлеба / А.П. Полищук, А.В. Володарский, А.А. Михелев // Хлебопекарская и кондитерская промышленность. - 1974. - № 5. - С. 15-17.
49. Тофан И.Г. Исследование влияния гигротермической обработки на окраску корки хлеба / И.Г. Тофан, М.Н. Сигал, А.А. Михелев // Хлебопекарская и кондитерская промышленность. - 1969. - № 1. - С. 10-12.